# Almannsgrub
Almannsgrub ist ein Gehöft in der österreichischen Gemeinde Seekirchen am Wallersee.
Der Hof liegt bei Fischtaging und wurde als Vulgoname um 1570 das erste Mal urkundlich erwähnt. Er liegt auf 550 m Seehöhe.
Seit 1966 wird der Bauernhof nach Beratung durch Hans Müller biologisch bewirtschaftet und zählt damit zu den Pionierbetrieben für biologische Landwirtschaft in Österreich.